# Isis Mussenden
Isis Mussenden (* 22. Mai 1959 in Los Angeles) ist eine US-amerikanische Kostümbildnerin.

## Leben
Isis Mussenden studierte zunächst Kunst am CSB College of Creative Studies in Santa Barbara. Es folgte ein weiteres Studium an der Parsons School of Design NYC, das sie 1982 als Bachelor of Fine Arts im Fach Modedesign abschloss.
Ihre Karriere am Theater begann mit einer Tätigkeit an Joseph Papps’ Festival Shakespeare in the Park in New York. Der erste Film, für den sie als Kostümbildnerin verantwortlich war, war der Jugendfilm Nachtschwärmer von 1987. Mussenden hat inzwischen für rund 70 Kino-, Fernsehfilme und Folgen von Fernsehserien die Kostüme entworfen.
Für den mehrfach für seine Kostüme ausgezeichneten Film Die Chroniken von Narnia – Der König von Narnia gewann sie u. a. den Costume Designers Guild Award und erhielt eine BAFTA-Nominierung.
Seit 2008 ist sie Mitglied der Academy of Motion Picture Arts and Sciences.